# Sipupus Lombang
Sipupus Lombang is een bestuurslaag in het regentschap Padang Lawas Utara van de provincie Noord-Sumatra, Indonesië. Sipupus Lombang telt 505 inwoners (volkstelling 2010).